# 莫斯科 (明尼蘇達州)
莫斯科（英語：Moscow）是位於美國明尼蘇達州弗里伯恩縣莫斯科鎮區的一個非建制地區。

## 歷史
莫斯科於1857年成立，其郵局於1859年設立，其後於1903年停運。此地得名自俄羅斯的莫斯科。

## 地理
莫斯科所處的海拔為高於海平面370米（即1214英呎），而該地所採用的時區為UTC-6，即北美中部時區（CST）。同時該地設有夏令時間，為UTC-6調快一小時，即UTC-5（CDT）。